# Dax, el guerrero
Dax, el guerrero (originalmente Manly el guerrero) fue una serie de historietas de fantasía heroica, protagonizadas por el personaje homónimo, que Esteban Maroto desarrolló entre 1971 y 1972. Fue el segundo héroe bárbaro de su autor, tras Wolff, y su personaje más popular.

## Creación y trayectoria editorial
Esteban Maroto publicó la primera entrega de la serie en el suplemento del diario "Pueblo". 
Rebautizada como Dax the Warrior, se serializó en la revista "Eerie" de la compañía estadounidense Warren Publishing, concretamente en sus números 39 a 41, 43 a 50 y 52. En España no se publicó íntegramente hasta 1976, a partir del número 94 de "Dossier Negro".
Más tarde sería Toutain Editor(1979) quien lo editaría en álbum en un formato 34x24.
Planeta DeAgostini lo reeditaría en 1994.
En 2012 Dax el Guerrero fue recopilado por la barcelonesa EDT en un álbum titulado "Espadas y brujas" junto a los otros héroes bárbaros de su autor (Wolff y Korsar).